# مارتن (اسم)
مارتن ويرسم هجاء أحرفه بالعربية كذلك على شكل مارتين أو مارطين، وتعريبه «مرخان»، هو إسم علم يكون إما اسم عائلة أو اسما شخصيا. مارتن اسم شائع في العديد من اللغات والثقافات. الاسم يأتي صيغة مقصّرة من الاسم اللاتيني مارتينوس Martinus، وهو شكل مشتق متأخرا من اسم الإله الروماني مارس أو المريخ، الإله الحامي للاتين، وهو بالتالي إله الحرب. عادة ما يشير معنى الاسم مارتن إلى ما هو «مريخي» أو «حربي». 

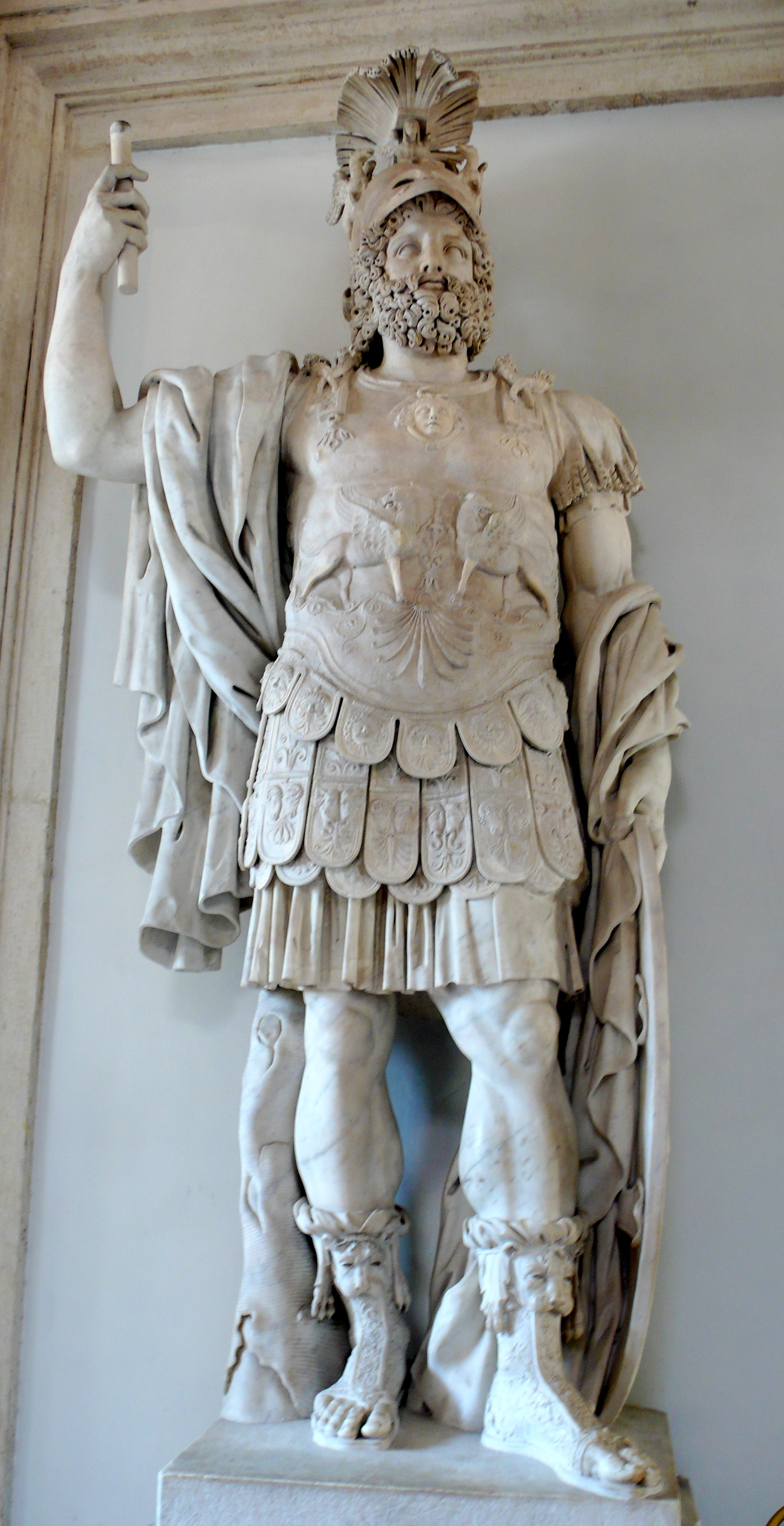
تمثال مارتي أو مارس (المريخ)

لقد ظل اسمًا مشهورًا في العصر المسيحي، على شرف القديس مارتين التوروزي. جنبا إلى جنب مع شعبيته الكاثوليكية التاريخية، فإن الاسم يحظى بشعبية كبيرة بين البروتستانت بسبب مارتن لوثر وبين الأمريكان السود تكريماً لمارتن لوثر كينغ الابن. إضافة إلى ذلك، يعد مارتن أيضًا الاسم الأول المفضل لدى اليهود.

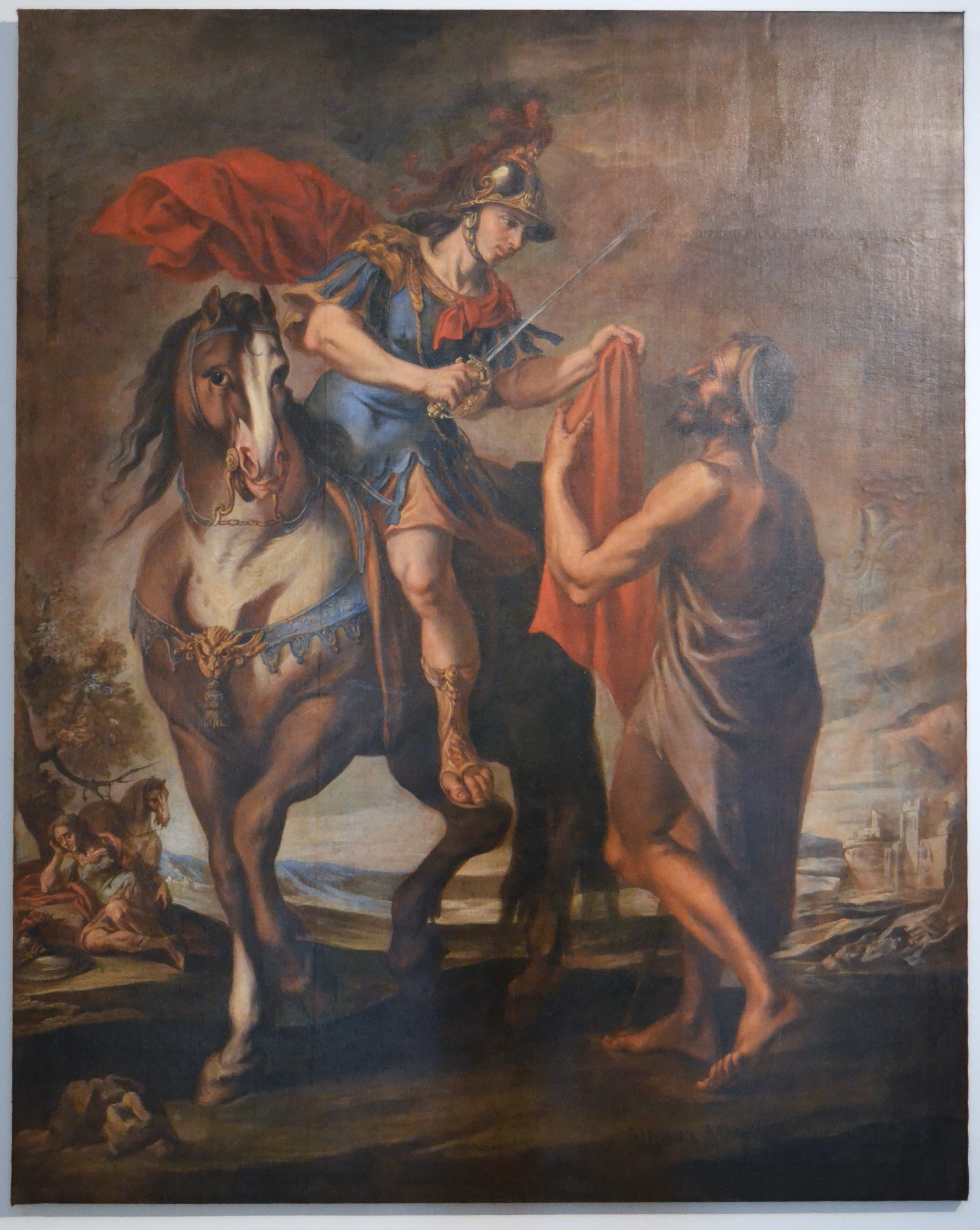
القديس مارتين التوروزي

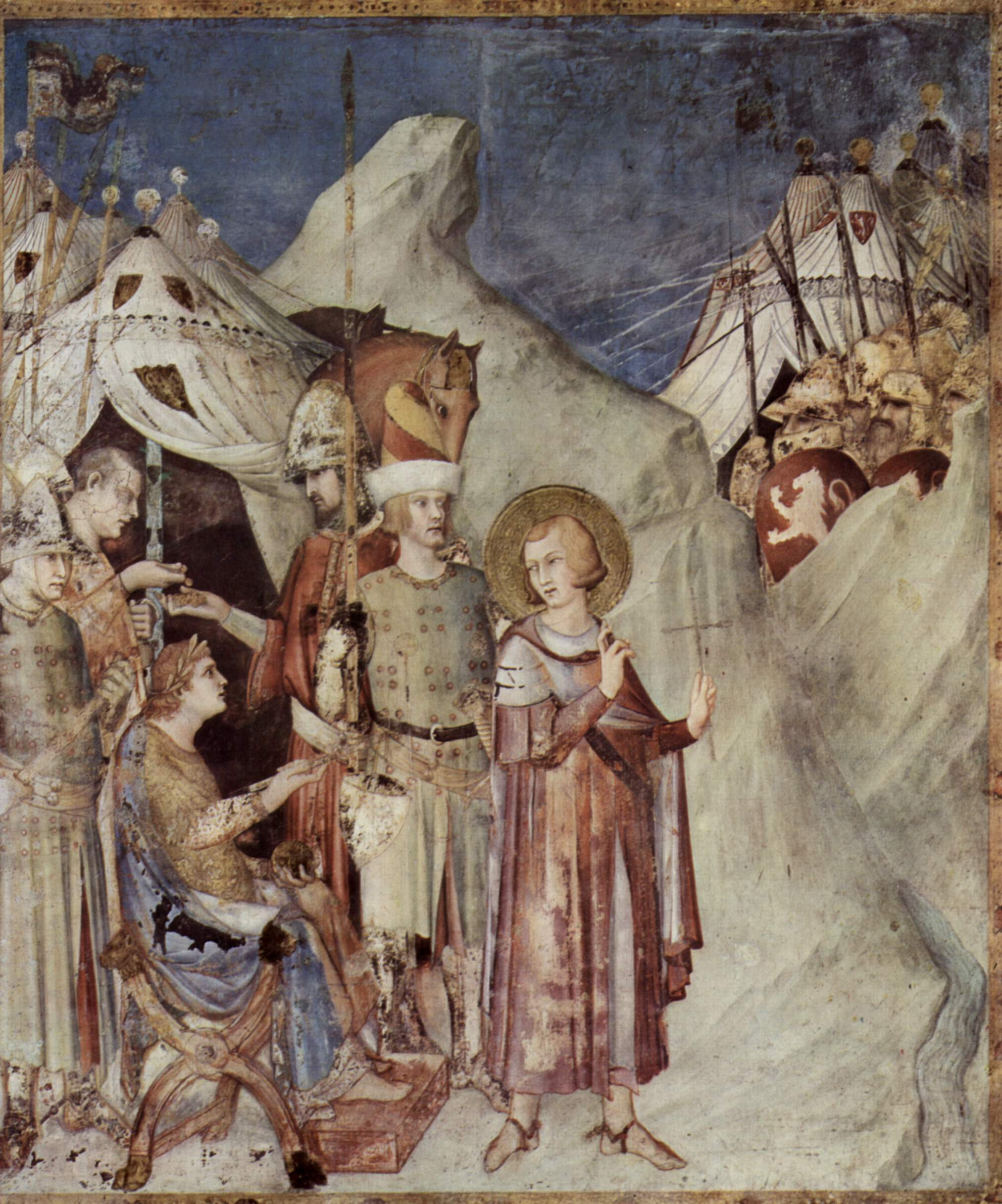
القديس مارتين التوروزي، شفيع الجنود، يترك الجيش الروماني. مار مارتن هو واحد من القديسين الكاثوليك الأكثر شهرة وتميزًا.

## اسممارتنفي ثقافات مختلفة

### أمريكا
في الولايات المتحدة الأمريكية، غالبًا ما يطلق على الأطفال الأمريكيين من أصل أفريقي الاسم تكريماً لمارتن لوثر كينغ الابن، والعديد منهم يحملون اسم مارتن كاسم عائلي.
كان مارتن هو اللقب السادس عشر الأكثر تكرارًا في تعداد الولايات المتحدة لعام 1990، وهو ما يمثل 0.27٪ من السكان.

### أوروبا
يمكن أن يلقب مارتن بإسماء مستعارة مثل مارتي ومارتو ومارتين تحبباً.

#### بريطانيا
إنكلترا

قبل غزو النورمان لإنجلترا في القرن الحادي عشر الميلادي، كان اسم «مارتن» نادرًا في إنجلترا. بعدها أصبح «مارتن» شائعًا كلقب جنوب نهر التمز. 
أسكتلندا

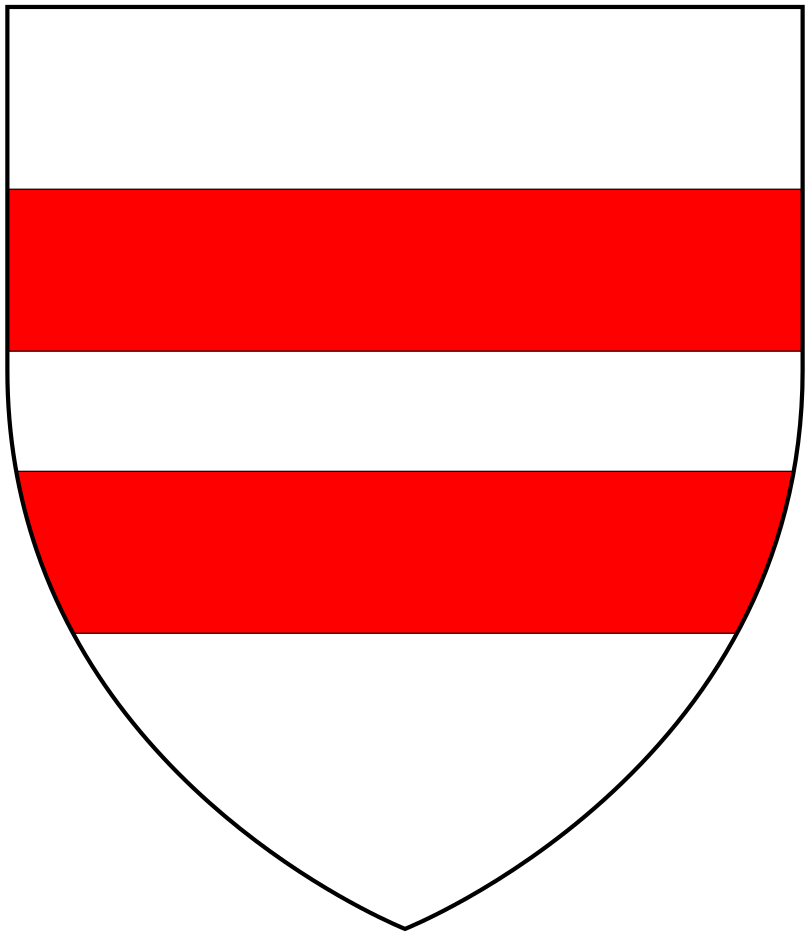
شعار النبالة لدى فتزمارتن FitzMartin (ومعناها ابن مارتن) وهو اسم عائلة بارونات إقطاعية من بارنستبل Barnstaple في ديفون ولوردات كميس Cemais في ويلز: خطان أحمران على درع فضي.

هناك عدة مجموعات من آل مارتن Martins أو مكمارتنز MacMartins (مك-مارتن تعني ابن مارتن) في اسكتلندا. يبدو أن مكمارتنز من أهاي لترفنلي Letterfinlay قد تحالفوا مع عشيرة كاميرون في أواخر القرن الرابع عشر، ثم اندمجت أخيرًا مع الكاميرون بعد معركة لوخآبر Lochaber عام 142. مكمارتنز، الذين أصبحوا أسباطاً لعشيرة كاميرون قيل أنهم كانوا من بين الأتباع الأكثر ولاءا وقيمة لعشرة كاميرون في لوخيئل Lochiel. في ثورة اليعاقبة عام 1745، خرج الماكمارتينز مع فوج لوخيئل. وفقًا لكتاب دليل كسفورد للتاريخ الإسكتلندي، فإنهم كانوا يرون أنفسهم متميزين داخل أراضيهم، لكنهم رأوا أيضًا أنفسهم من آل كاميرون إذا عملوا في أماكن أخرى خارج لوخآبر.
ويلز
استقر فارس أنجلو نورمان يدعى روبرت فيتز مارتن، المولود في أواخر القرن الحادي عشر، في غرب إنجلترا، على أراضي ورثها عن جده، وشارك لاحقًا في غزوات ويلز، حيث حصل على بارونية كيميس.

#### فرنسا
مارتن هو اللقب الفرنسي الأكثر شيوعا مع أكثر من 230,000 شخص يحملون اللقب مارتن في فرنسا. يمكن أن تعزى أصول تواترها إلى مار مارتن التورزي، الذي كان القديس الفرنسي الأكثر شعبية، ولكن السبب غير واضح.
لم يكن مارتن أبدًا اسمًا شائعًا كإسم مسيحي في العصور الوسطى، على عكس أسمي برنارد وتوماس (وهما إسمين تم اعتمادهما لاحقًا وأصبحا لقبين شائعين يحتلان اليوم المرتبة الثانية والثالثة على التوالي). حاول الباحثون في علم الأسماء Onomastics إيجاد أسباب أخرى لشعبية اسم مارتن في فرنسا من خلال فحص إعادة تقسيم أسماء الأماكن، على سبيل المثال، ولكن هذا التفسير يفتقر أيضًا إلى الدعم التجريبي. 
يمكن أن يكون استخدام مارتن كإسم عائلة متأخراً مرتبطاً بأطفال دور الأيتام، مثل اسم العائلة ألكساندر، الذي لم يكن أبدًا اسماً أولا شائعاً في العصور الوسطى ولكنه يظهر الآن كثيرًا كإسم العائلة. مارتن يمكن أن يمثل الإحسان تجاه الأيتام.
| فرنسا     | بلجيكا (والونيا، 2008) |
| --------- | ---------------------- |
| 1. مارتن  | 1. دوبوا               |
| 2. برنارد | 2. لامبرت              |
| 3. دوبوا  | 3. مارتن               |
| 4. توماس  | 4. دوبون               |
| 5. روبرت  | 5. سيمون               |

ومع ذلك، فإن هذه القائمة تخفي اختلافات إقليمية قوية في فرنسا والعدد المتزايد من الأسماء الأجنبية بين المواطنين الفرنسيين. في ما يلي جدول قائم على الولادات بين عامي 1966 و1990: 
| باس نورماندي | الألزاس   | بريتاني   | PACA                    | باريس-إيل دو فرانس    |
| ------------ | --------- | --------- | ----------------------- | --------------------- |
| 1. ماري      | 1. ماير   | 1. لو جال | 1. مارتن                | 1. مارتن              |
| 2. مارتن     | 2. مولر   | 2. توماس  | 2. جارسيا (الإسبانية)   | 2. دا سيلفا (بورت.)   |
| 3. جين       | 3. شميت   | 3. لو جوف | 3. مارتينيز (الإسبانية) | 3. بيريرا (بورت.)     |
| 4. دوفال     | 4. شنايدر | 4. لو رو  | 4. بلان                 | 4. بيتي               |
| 5. لوفيفر    | 5. كلاين  | 5. مارتن  | 5. فرنانديز (الإسبانية) | 5. دوس سانتوس (بورت.) |
| 6. لوروا     | 6. ويبر   | 6. سيمون  | 6. لوبيز (الإسبانية)    | 6. فيريرا (بورت.)     |
| 7. إيبير     | 7. فيشر   | 7. TANGUY | 7. رو                   | 7. رودريغز (بورت.)    |
| 8. غيران     | 8. مارتن  | 8. هامون  | 8. سانشيز (الإسبانية)   | 8. دوبوا              |

#### استونيا
مارتن اسم شائع للذكور في إستونيا - كان الاسم الأكثر شهرة للذكور في التسعينات. يظل الاسم حاليًا ثاني أشهر أسماء الذكور في إستونيا.
مارتن هو أيضا اسم عائلة - على الاختلافات التالية: مارتن، مارتنسن، مارتنسون.

#### المجر
هجاء الاسم مارتن حسب الصيغة الهنغارية هو Márton، ويستخدم كاسم أول أو كلقب عائلة.

#### أيرلندا
الألقاب في أيرلندا شهدت منذ منتصف القرن العاشر. أظهرت العديد من العائلات المميزة اسم جدها الأكبر مارتن كعنصر اللقب. وكان من بينهم Mac Giolla Mhártain وol Maol Mhartain وÓ Martain وá Máirtín وMac Mirtín وMac Máel Martain. من بين الأفراد، إيشميليد ماك مال مارتين (أسقف داون إلى 1202)، وجولا إرنان - مارتين (الشاعر والزعيم الأيرلندي، توفي عام 1218)، وفيرغال أو مارتين، (أسقف كيلالا من 1425 إلى 1432).
بعد غزو النورمان لإيرلندا عام 1169، استقر العديد من حاملي الاسم مارتن غير الأقرباء في أيرلندا. من بين أكثر الأسماء شهرة كانت واحدة من قبائل غالواي اسمها مارتن.

#### البرتغال
في البرتغال، يتم كتابة مارتن "Martim" أو Martinho. أحد أشهر من حملوا اسم مارتن في التاريخ البرتغالي هو مارتيم مونيز.

#### إسكندينافيا
مارتن شائع كاسم محدد في جميع الدول الاسكندنافية الثلاثة، وعادةً ما يكون اسمًا رفيع المستوى في شعبيته، في أي سنة معينة. يستخدم مارتن حصريًا كاسم أول في الدول الاسكندنافية، وليس كلقب. ومع ذلك، فإن الأسماء المشتقة مارتنسن شائعة وفقًا لتقاليد التسمية الاسكندنافية، مثل Martinsen (في النرويج والدنمارك) وMartinsson (في السويد).

#### إسبانيا
مارتن هو اسم أول شائع في أسبانيا حيث يكتب Martín ويلفظ مارتين وهو أيضًا من بين أكثر الألقاب شيوعًا في إسبانيا. البديل الكتالوني هو مارتي Martí وفي الغاليسية مارتينو Martiño. طُلب من العائلات اليهودية في إسبانيا في العصور الوسطى (السفارديم) اليهود الذين بقوا في إسبانيا ووافقوا على قبول المسيحية تغيير أسمائهم. واحد من الأسماء التي اتخذت من قبل هذه اليهودية المتحولين عن دينهم (المعروفين أصلا في اسبانيا باسم مارانوس، ولكن المصطلح المفضل لهم هو آنوسيم التي تعني بالعبرية«المكره إجباراً») كان مارتي ويكتب إما Martí أو Marty. استخدم اليهود السفارديم أيضًا مارتين Martín أو مارتينيز Martínez، كصورة عن الاسم العبري مردخاي.

## التوزيع الجغرافي
اعتبارا من عام 2014، 32.6 ٪ من جميع حاملي اللقب المعروف مارتن كانوا من سكان الولايات المتحدة (التردد 1: 424)، 19.2 ٪ من إسبانيا (1:93)، 12.0 ٪ من فرنسا (1: 211)، 4.7 ٪ من إنجلترا (1: 449)، 3.5٪ من كندا (1: 401)، 2.9٪ من ألمانيا (1: 1,054)، 2.3٪ من الأرجنتين (1: 719)، 2.2٪ من الفلبين (1: 1,731)، 2.2٪ المكسيك (1: 2,179)، 2.1٪ من تنزانيا (1: 955)، 2.0٪ من أستراليا (1: 453)، 1.5٪ من كوبا (1: 303) و1.3٪ من جنوب إفريقيا (1: 1,617).
في إسبانيا، كان تواتر اللقب أعلى من المتوسط الوطني (1:93) في المجتمعات المستقلة التالية:
1. قشتالة وليون (1:35)
2. جزر الكناري (1:45)
3. إكستريمادورا (1:56)
4. منطقة مدريد (1:63)
5. الأندلس (1:74)
6. قشتالة-لا مانشا (1:79)
في فرنسا، كان تواتر اللقب أعلى من المتوسط الوطني (1: 211) في المناطق التالية: 
1. تجمع سان مارتين (1:37) 2. سان بارتيلمي (1: 143)
3. بورغوني-فرانش كومته (1: 152) 4. سانتر-فال دو لوار (1: 168)
5. بايي دو لا لوار (1: 171) 6. آكيتين الجديدة (1: 183)
7. أوفرن رون ألب (1: 184) 8. الشرق الكبير (1: 193)
9. بروفانس ألب كوت دازور (1: 196)
10. نورماندي (1: 200) 

## روابط خارجية
- تاريخ أسرة مارتن في جميع أنحاء العالم